# Metretopus
Genre
Metretopus est un genre d'insectes appartenant à l'ordre des éphéméroptères.

## Liste d'espèces
Selon ITIS :
- Metretopus alter Bengtsson, 1930
- Metretopus borealis (Eaton, 1871)